# Franciszek Dobrowolski

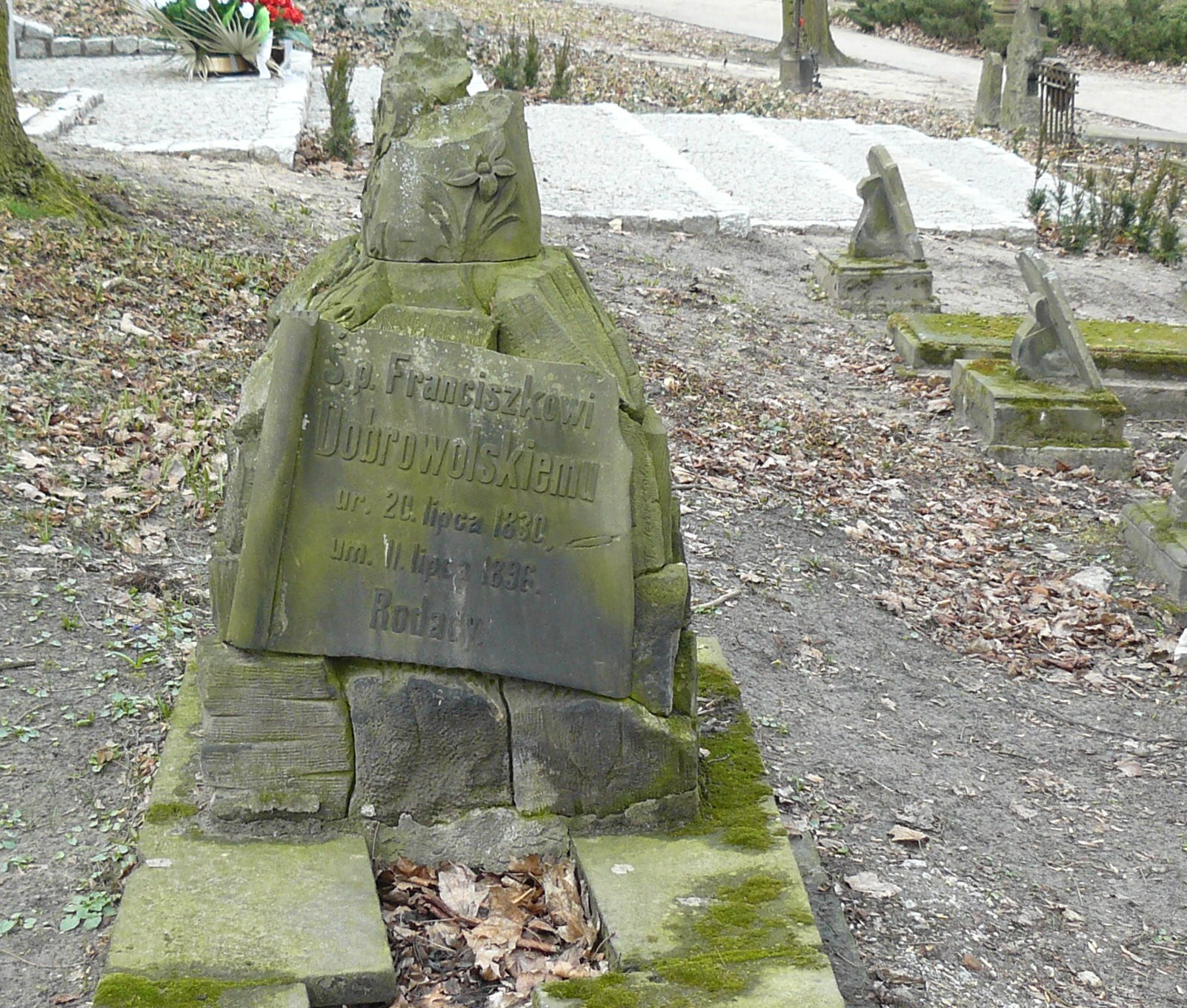
Grób F.Dobrowolskiego - cmentarz Zasłużonych Wielkopolan

Franciszek Dobrowolski (ur. 20 lipca 1830 w Suchympniu koło Płocka, zm. 11 lipca 1896 w Poznaniu) – działacz społeczny i polityczny, dyrektor teatru, redaktor "Dziennika Poznańskiego", członek korespondent Towarzystwa Muzeum Narodowego Polskiego w Rapperswilu od 1890 roku.

## Życiorys
Pochodził z rodziny ziemiańskiej. Ukończył gimnazjum w Płocku, a następnie wydział prawa na uniwersytecie w Moskwie. W 1850 podjął pracę w sądownictwie. Działał w Rządzie Narodowym w okresie powstania styczniowego, w 1864 został aresztowany i był więziony przez kilka miesięcy. Po zwolnieniu w obawie przed dalszymi represjami wyjechał na kilka lat do Drezna.
W 1871 osiadł w Poznaniu. Został redaktorem naczelnym "Dziennika Poznańskiego", na łamach którego występował w obronie kultury polskiej w okresie wzmożenia germanizacji. Od 1883 społecznie pełnił funkcję dyrektora Teatru Polskiego w Poznaniu i przyczynił się do jego rozwoju i uzyskania wysokiego poziomu artystycznego. Rozszerzył grono widzów poprzez wprowadzenie tanich biletów na część przedstawień (wtorkowych). Wśród gościnnych artystów za czasów dyrekcji Dobrowolskiego znalazła się m.in. Helena Modrzejewska.
Prowadził działalność publiczną. Był m.in. sekretarzem Centralnego Komitetu Wyborczego, prezesem komitetu wyborczego na miasto Poznań, członkiem Towarzystwa Przemysłowego; należał również do Towarzystwa Pomocy Naukowej dla Dziewcząt, Koła Śpiewaczego i innych organizacji. Organizował wyjazdy wakacyjne ubogiej młodzieży miejskiej do domów wiejskich ziemiaństwa polskiego.
Pochowany na cmentarzu Zasłużonych Wielkopolan w Poznaniu.